# Zrinka Ljutić
Zrinka Ljutić (Zagreb, 26 januari 2004) is een Kroatische alpineskiester. De slalom- en reuzenslalomspecialiste won in het seizoen 2024/2025 het eindklassement in de wereldbeker op de slalom.

## Levensloop
Ljutić stond als driejarige peuter al op de ski's. Haar vader Amir werkte als skicoach in een Oostenrijks skiresort. Hier zag Ljutić skisterren als Marcel Hirscher en Mikaela Shiffrin trainen. Amir werkte onder meer met Ivica en Janica Kostelić. Ljutić maakte wel eens muziek met Ivica en heeft met Janica een goede band. In de loop der jaren heeft ze veel aan haar advies gehad.
In 2020, tijdens de coronapandemie, verbleef het gezin in Oostenrijk. De skiliften waren gesloten, dus klommen ze zelf naar boven om te trainen. Elke ochtend om zes uur gingen ze de piste op, om die te prepareren en een slalom uit te zetten. Het gezin werd geholpen door tennisser Marin Čilić, die hen via zijn stichting financieel ondersteunde. In hetzelfde jaar werd Ljutić door het Kroatische Olympisch Comité uitgeroepen tot talent van het jaar. Na haar FIS-debuut in november 2020 kreeg ze een IOC-beurs.

### Opkomst
In december 2020, op zestienjarige leeftijd, maakte Ljutić haar debuut in zowel de Europacup (Ahrntal) als Wereldbeker (Semmering). In de Europacup belandde ze tijdens haar derde wedstrijd al in de punten en won ze op haar zeventiende verjaardag haar eerste slalom in Zell am See. Een week later won ze in Krvavec ook haar eerste reuzenslalom in de Europacup. Eind maart werd ze voor het eerst Kroatische kampioen bij de senioren, zowel op de slalom als reuzenslalom.
In januari 2022 verdiende Ljutić haar eerste wereldbekerpunten bij de slalom in Kranjska Gora. Een maand later ging de dan achttienjarige naar de Olympische Winterspelen van Peking. Bij de openingsceremonie mocht ze de Kroatische vlag dragen. Op de slalom werd ze 25e van de 88, bij de reuzenslalom 28e van de 80 gestarte deelnemers. In maart werd ze in het Canadese Panorama, junior wereldkampioene op de slalom, derde bij de reuzenslalom en vijfde op de alpine combinatie. In het Franse Courchevel haalde ze haar eerste top tien plek in de wereldbeker; ze werd vijfde bij de wereldbekerfinale op de slalom.

### Doorbraak
In het seizoen 2022/2023 haalde ze vier keer de top tien. Ze beklom voor het eerst het podium in de wereldbeker in het Tsjechische Spindleruv Mlyn. Een seizoen later kwam ze elf keer in de top tien en werd ze drie keer tweede op de slalom. In het Sloveense Jasná eindigde ze maar 14 honderdsten achter Mikaela Shiffrin. Ze won de Rising Ski Star beker voor aankomend talenten onder 21, zeg maar het algemeen wereldbekerklassement voor beloften. In het seizoen 2024/2025 zette ze de stijgende lijn door. Bij de reuzenslalom in Killington hoefde ze alleen Sara Hector voor te laten. Bij de slalom won ze haar eerste drie races in Semmering, Kranjska Gora en Courchevel. Ze werd opnieuw Rising Ski Star en won het algemeen wereldbekerklassement op de slalom.

## Persoonlijk
Ljutić studeerde af aan het gymnasium van het Kroatische volwassenenonderwijscentrum. Ze heeft veelzijdige hobbies. Ze speelde chello, drums en gitaar. Ze deed aan sporten zoals voetbal, handbal, zwemmen, judo en gymnastiek. In 2024 speelde ze gitaar en fotografeerde ze om te ontspannen. In de winter staat ze regelmatig op een snowboard, in de zomer surft ze met plank of kite.
Ljutić moeder Martina is vertaler en docent Duits en Engels. Vader Amir speelde als junior voetbal bij GNK Dinamo Zagreb, was scheepsbouwingenieur, en werkte als skicoach in een Oostenrijks skiresort. Hij begeleidde niet alleen Zrinka, maar ook haar oudere broer Tvrtko, jongere zus Dora en broer Hrvoje. Zus Dora volgde een middelbare horecaschool en focuste zich daarna op sportvoeding. Zij zorgt voor Zrinka's dieet zonder lactose en zonder verwerkte voedingsmiddelen met gluten en suiker.

## Resultaten

### Olympische Winterspelen
| Jaar | Plaats | Resultaten                  |
| ---- | ------ | --------------------------- |
| 2022 | Peking | 25e Slalom 28e Reuzenslalom |

### Wereldkampioenschappen
| Jaar | Plaats             | Resultaten                   |
| ---- | ------------------ | ---------------------------- |
| 2023 | Courchevel-Méribel | 17e Reuzenslalom DNF2 Slalom |
| 2025 | Saalbach           | 8e Reuzenslalom 9e Slalom    |

### Wereldbeker
Eindklasseringen
| Seizoen   | Algm | SL   | RS  |
| --------- | ---- | ---- | --- |
| 2021/2022 | 81e  | 30e  | –   |
| 2022/2023 | 41e  | 12e  | 40e |
| 2023/2024 | 13e  | 8e   | 10e |
| 2024/2025 | 4e   | Goud | 8e  |

Wereldbekerzeges
| Nr | Datum      | Plaats        | Onderdeel |
| -- | ---------- | ------------- | --------- |
| 01 | 29/12/2024 | Semmering     | Slalom    |
| 02 | 05/01/2025 | Kranjska Gora | Slalom    |
| 03 | 30/01/2025 | Courchevel    | Slalom    |